# Jan Łopuszański (poseł)
Jan Edward Łopuszański (ur. 10 czerwca 1955 w Gdańsku) – polski polityk, prawnik, nauczyciel akademicki, publicysta, poseł na Sejm X, I, III i IV kadencji, kandydat w wyborach prezydenckich w 2000.

## Życiorys
Ukończył I Liceum Ogólnokształcące im. Mikołaja Kopernika w Gdańsku. Studia rozpoczął na Uniwersytecie Gdańskim, następnie przeniósł się na Uniwersytet Warszawski, gdzie ukończył w 1981 studia na Wydziale Prawa i Administracji. Działał w opozycji w czasach Polskiej Rzeczypospolitej Ludowej, był doradcą „Solidarności” i „Solidarności” Rolników Indywidualnych. Pracował w tym czasie m.in. jako rdzeniarz i dostawca prasy.
Należał do założycieli Zjednoczenia Chrześcijańsko-Narodowego, do 1993 przewodniczył radzie naczelnej tej partii. Zasiadał w Sejmie X kadencji z ramienia Komitetu Obywatelskiego i I kadencji z listy Wyborczej Akcji Katolickiej. Ponownie został wybrany w 1997 z listy Akcji Wyborczej Solidarność. W 1999 odszedł z AWS i ZChN, tworząc sprzeciwiające się akcesji do Organizacji Traktatu Północnoatlantyckiego i Unii Europejskiej ugrupowanie Porozumienie Polskie.
W lutym 1999 razem z innymi posłami PP zagłosował przeciwko ratyfikacji traktatu północnoatlantyckiego. W wyborach prezydenckich w 2000 zdobył niespełna 1% poparcia (139 682 głosów), zajmując 8. miejsce wśród 12 kandydatów. Był popierany m.in. przez Narodowe Odrodzenie Polski oraz środowisko „Tygodnika Ojczyzna”.
W 2001 liczbą 14 355 głosów, z ramienia Ligi Polskich Rodzin został po raz czwarty posłem z okręgu radomskiego. Zasiadał w Komisji Spraw Zagranicznych i Komisji do Spraw Unii Europejskiej. Do kwietnia 2002 zasiadał w prezydium klubu parlamentarnego LPR. Następnie odszedł z klubu, a w styczniu 2003 współtworzył koło poselskie Porozumienia Polskiego. W 2005 bez powodzenia startował do Senatu z ramienia tego ugrupowania w okręgu radomskim.
Działacz radomskiego Klubu Inteligencji Katolickiej. Został przewodniczącym Stowarzyszenia na rzecz Europy Ojczyzn, wykładowcą międzynarodowych stosunków politycznych w Wyższej Szkole Kultury Społecznej i Medialnej w Toruniu oraz publicystą Radia Maryja i „Mojej Rodziny”. W 2021 został jednym z liderów ruchu Polska Jest Jedna. W 2025 przed drugą turą wyborów prezydenckich poparł Karola Nawrockiego.

## Publikacje
- O Unii Europejskiej i żołnierzach Gedeona (2003)
- Nadzieja Europy (2005)

## Życie prywatne
Jego matka Janina z domu Klehr, urodzona w Krakowie w 1919, była urzędniczką. Ojciec Antoni Łopuszański, urodzony w Saratowie nad Wołgą w 1916, pracował jako inżynier w przemyśle okrętowym. W czasie studiów na Politechnice Warszawskiej związany z ruchem narodowym, w okresie II wojny światowej był żołnierzem wywiadu Armii Krajowej, a następnie Wolności i Niezawisłości.
Jan Łopuszański jest żonaty z Haliną, mają pięcioro dzieci: Antoniego, Annę, Piotra, Jana i Andrzeja.